# Diocesi di České Budějovice

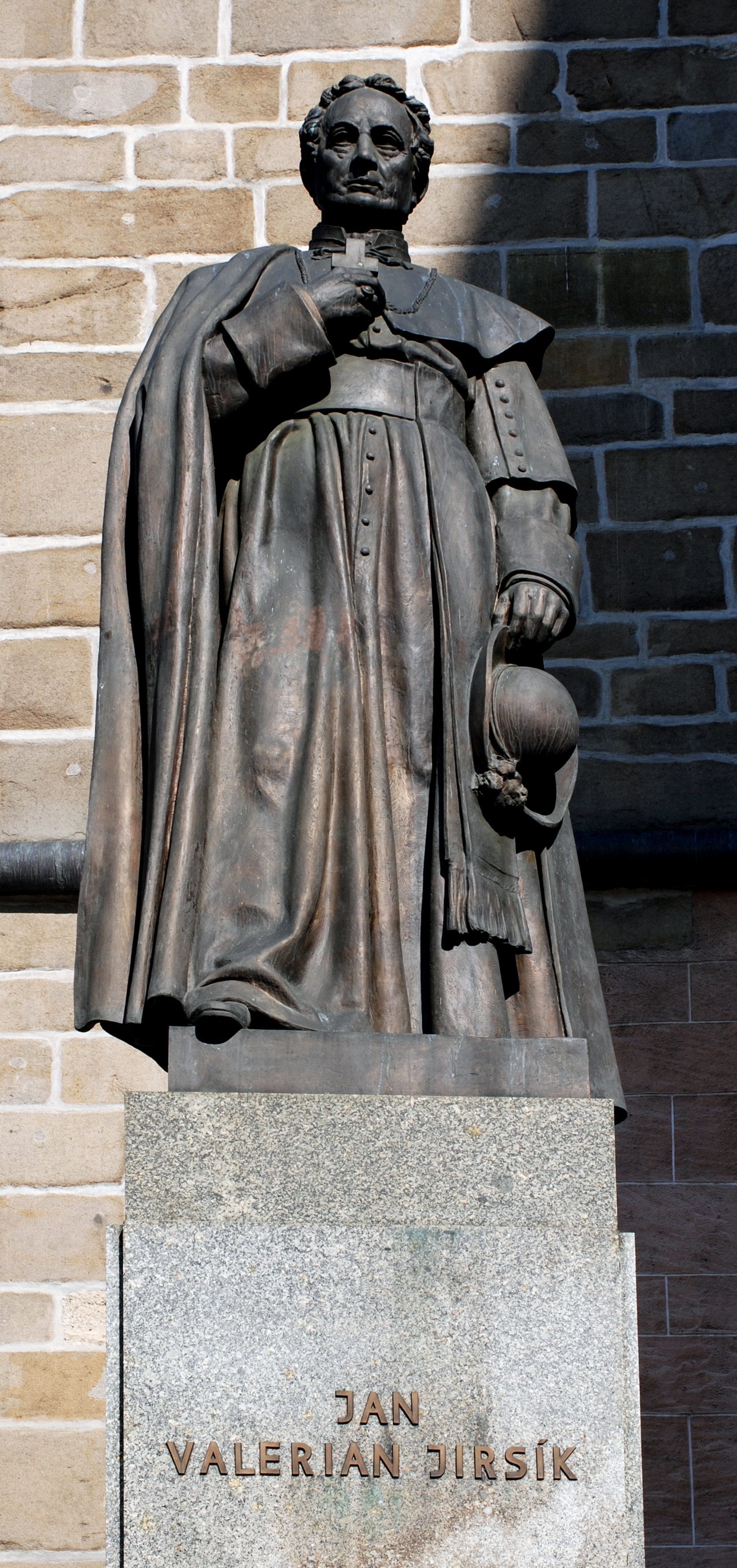
Statua di Jan Valerián Jirsík (vescovo 1851-1883) su un fianco della Torre Nera, il campanile della cattedrale

La diocesi di České Budějovice (in latino Dioecesis Budovicensis) è una sede della Chiesa cattolica nella Repubblica Ceca suffraganea dell'arcidiocesi di Praga. Nel 2021 contava 286.460 battezzati su 750.860 abitanti. È retta dal vescovo Vlastimil Kročil.

## Territorio
La diocesi comprende la Boemia Meridionale e la regione di Vysočina ad eccezione del distretto di Havlíčkův Brod.
Sede vescovile è la città di České Budějovice, dove si trova la cattedrale di San Nicola.
Il territorio è suddiviso in 305 parrocchie, raggruppate in 9 vicariati.

## Storia
La diocesi fu eretta il 20 settembre 1785 con la bolla Catholicae ecclesiae di papa Pio VI, ricavandone il territorio dall'arcidiocesi di Praga.
L'8 settembre 1888 il sacerdote Václav Klement Petr fondò a České Budějovice la Congregazione dei Sacerdoti del Santissimo Sacramento, detta dei petrini, che ancora oggi ha in città la sua prepositura generale.
Il 28 luglio 1921 cedette il villaggio di Dolní Kamenice presso Holýšov all'arcidiocesi di Praga.
Nel 1940 fu eletto un vescovo di nazionalità ceca, Antonín Eltschkner, senza una consultazione con le autorità naziste del Protettorato di Boemia e Moravia, che protestarono energicamente e pretesero la nomina di un vescovo di nazionalità tedesca. A questa richiesta la Santa Sede oppose un netto rifiuto, sia contestando il diritto del governo di interferire nelle nomine ecclesiastiche, sia rimarcando il principio che il vescovo doveva appartenere alla nazionalità maggioritaria nella diocesi. Tuttavia, Antonín Eltschkner non poté esercitare il suo incarico e la Santa Sede lasciò la cattedra vescovile vacante fino al 1947.
Durante il regime totalitario il vescovo Josef Hlouch fu internato a partire dall'anno 1950 fino al 1963 e non poté esercitare il suo incarico fino al 1968.
Il 31 maggio 1993 la diocesi ha ceduto una porzione del suo territorio a vantaggio dell'erezione della diocesi di Plzeň. Contestualmente sono stati rivisti i suoi confini con le vicine sedi di Praga e di Hradec Králové.

## Cronotassi dei vescovi
Si omettono i periodi di sede vacante non superiori ai 2 anni o non storicamente accertati.
- Johann Prokop von Schaffgotsch † (26 settembre 1785 - 8 maggio 1813 deceduto)
  - Sede vacante (1813-1816)
- Arnošt Konstantin Růžička † (8 marzo 1816 - 18 marzo 1845 deceduto)
- Josef Ondřej Lindauer † (25 novembre 1845 - 5 giugno 1850 deceduto)
- Jan Valerián Jirsík † (5 settembre 1851 - 23 febbraio 1883 deceduto)
  - Karel Průcha † (1883 - 23 ottobre 1883 deceduto) (vescovo eletto)
- Franziskus von Paula Schönborn † (28 agosto 1883 - 27 luglio 1885 nominato arcivescovo di Praga)
- Martin Josef Říha † (27 luglio 1885 - 6 febbraio 1907 deceduto)
- Josef Antonín Hůlka † (16 dicembre 1907 - 6 febbraio 1920 deceduto)
- Šimon Bárta † (16 dicembre 1920 - 2 maggio 1940 deceduto)
  - Sede vacante (1940-1947)
  - Antonín Eltschkner † (1940) (vescovo eletto)
- Josef Hlouch † (25 giugno 1947 - 10 giugno 1972 deceduto)
  - Sede vacante (1972-1990)
- Miloslav Vlk † (14 febbraio 1990 - 27 marzo 1991 nominato arcivescovo di Praga)
- Antonín Liška, C.SS.R. † (28 agosto 1991 - 25 settembre 2002 ritirato)
- Jiří Paďour, O.F.M.Cap. † (25 settembre 2002 succeduto - 1º marzo 2014 dimesso)
- Vlastimil Kročil, dal 19 marzo 2015

## Statistiche
La diocesi nel 2021 su una popolazione di 750.860 persone contava 286.460 battezzati, corrispondenti al 38,2% del totale.
| anno | popolazione | popolazione | popolazione | presbiteri | presbiteri | presbiteri | presbiteri                | diaconi | religiosi | religiosi | parrocchie |
| anno | battezzati  | totale      | %           | numero     | secolari   | regolari   | battezzati per presbitero | diaconi | uomini    | donne     | parrocchie |
| ---- | ----------- | ----------- | ----------- | ---------- | ---------- | ---------- | ------------------------- | ------- | --------- | --------- | ---------- |
| 1949 | 735.000     | 840.000     | 87,5        | 502        | 449        | 53         | 1.464                     |         | 73        | 605       | 438        |
| 1970 | 586.600     | 790.000     | 74,3        | 283        | 240        | 43         | 2.072                     |         | 45        | 308       | 444        |
| 1980 | 540.000     | 830.000     | 65,1        | 213        | 213        |            | 2.535                     |         |           | 231       | 419        |
| 1990 | 516.000     | 841.000     | 61,4        | 150        | 150        |            | 3.440                     |         |           | 154       | 432        |
| 1999 | 365.000     | 795.000     | 45,9        | 155        | 112        | 43         | 2.354                     | 15      | 63        | 183       | 360        |
| 2000 | 363.000     | 792.000     | 45,8        | 151        | 110        | 41         | 2.403                     | 18      | 59        | 179       | 360        |
| 2001 | 362.000     | 791.000     | 45,8        | 157        | 113        | 44         | 2.305                     | 18      | 60        | 137       | 361        |
| 2002 | 305.000     | 760.000     | 40,1        | 157        | 114        | 43         | 1.942                     | 17      | 71        | 134       | 361        |
| 2003 | 298.000     | 750.000     | 39,7        | 157        | 110        | 47         | 1.898                     | 17      | 65        | 141       | 361        |
| 2004 | 296.500     | 749.000     | 39,6        | 153        | 106        | 47         | 1.937                     | 17      | 71        | 129       | 361        |
| 2006 | 295.500     | 748.000     | 39,5        | 157        | 108        | 49         | 1.882                     | 17      | 63        | 112       | 361        |
| 2013 | 291.700     | 760.600     | 38,4        | 136        | 94         | 42         | 2.144                     | 19      | 54        | 110       | 361        |
| 2016 | 286.100     | 762.200     | 37,5        | 114        | 77         | 37         | 2.509                     | 18      | 48        | 98        | 354        |
| 2019 | 283.767     | 743.780     | 38,2        | 119        | 82         | 37         | 2.384                     | 20      | 42        | 78        | 354        |
| 2021 | 286.460     | 750.860     | 38,2        | 113        | 79         | 34         | 2.535                     | 23      | 44        | 70        | 305        |